# Barco de desembarco ruso Olenegorski Gornyak
Olenegorsky Gornyak (ruso: Оленегорский горняк, 'Olenegorsk Miner'), anteriormente conocido como BDK-91, es un buque de desembarco de la clase Ropucha (Proyecto 775) de la Armada rusa.
Los barcos de desembarco lanzan fuerzas anfibias cerca de la costa y pueden atracar y descargar carga rápidamente.
El 4 de agosto de 2023, durante la invasión rusa de Ucrania, se informó que el barco resultó dañado y escorado por un esfuerzo conjunto del SBU ucraniano y la Armada de Ucrania utilizando un dron marino en la base naval del puerto de Novorossiysk. Fue remolcado a puerto por la Armada rusa.
El Ministerio de Defensa del Reino Unido dijo el 5 de agosto de 2023 que el Olenegorsky Gornyak "casi con certeza sufrió daños graves" y que el ataque fue "un golpe significativo" para la Flota rusa del Mar Negro, que había reubicado la mayoría de sus unidades en Novorossiysk en respuesta a la amenaza ucraniana a su base en Sebastopol en la Crimea ocupada por Rusia. El barco de 3.600 toneladas es el mayor buque de guerra ruso gravemente dañado o hundido en el conflicto desde el hundimiento del crucero Moskva el 13 de abril de 2022.